# Carl Bezold

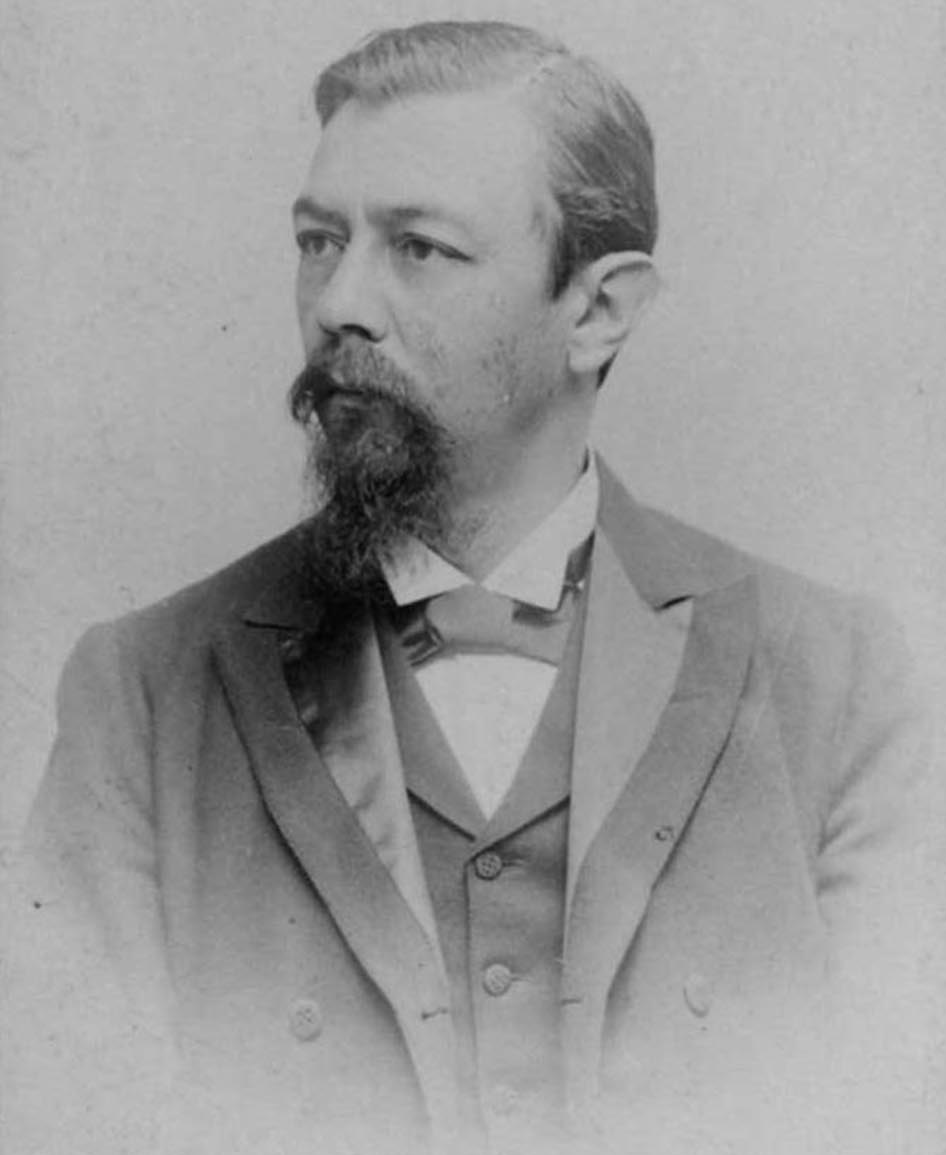
Carl Bezold

Carl Christian Ernst Bezold (* 18. Mai 1859 in Donauwörth; † 21. November 1922 in Heidelberg) war ein deutscher Altorientalist und Semitist.

## Leben
Carl Christian Ernst Bezold war der Sohn des kgl. Bezirksgerichtsrats Ernst Justus Bezold (1822–1885) und der Pianistin Katharina Then (1837–1905), eine Schülerin Clara Schumanns. Er legte 1877 die Abiturprüfung am Münchner Maximiliansgymnasium ab, unter anderem mit Heinrich Bursian (* 1858), dem Bruder seiner späteren Frau, und studierte anschließend in München (unter anderem bei Conrad Bursian), Leipzig und Straßburg Assyriologie und Semitische Sprachwissenschaften. Im Jahr 1880 promovierte er in Leipzig bei Friedrich Delitzsch über die Behistun-Inschrift. 1883 habilitierte er sich in München und wurde Privatdozent. Thema der Habilitation war der erste Teil seiner Ausgabe der Syrischen Schatzhöhle. Bezold widmete sich seit 1888 im Britischen Museum in London semitischen Studien und literarischen Arbeiten. Unter anderem fertigte er einen Katalog der 14500 Keilschriften der „Kouyunjik Sammlung“ des Britischen Museums an. Er ordnete und katalogisierte dort die umfangreiche Sammlung der Keilschrifttexte aus der Palastbibliothek von Assurbanipal in Ninive und die Tell-el-Amarna-Tontafeln. 1894 folgte er dem Ruf an die Universität Heidelberg als ordentlicher Professor. Er ist bekannt durch seine Forschungen zur babylonischen und assyrischen Sprache und Literatur. Er befasste sich aber auch mit dem Syrischen, Äthiopischen (sein Buch Kebra Nagast von 1905) und Arabischen.
1884 gründete er mit seinem Münchner Lehrer Fritz Hommel die Zeitschrift für Keilschriftforschung, aus der 1886 die Zeitschrift für Assyriologie und verwandte Gebiete wurde. Er war von 1886 bis 1922 deren alleiniger Herausgeber.
Bezold war Mitglied der „Society of Biblical Archaeology“ in London sowie der Heidelberger und der Bayerischen Akademie der Wissenschaften. Mit zahlreichen Wissenschaftlern führte er Korrespondenzen, so 1898 mit dem Soziologen Max Weber oder dem Geologen und Paläontologen Wilhelm Salomon-Calvi, Dekan der Philosophischen Fakultät der Universität Heidelberg. Unter anderem unterstützte er 1911 in einer Veröffentlichung den Assyriologen Franz Xaver Kugler in dessen Kritik am damals aktuellen Panbabylonismus.
Bezold heiratete 1888 Adele Bursian, Tochter seines Münchner Lehrers, des Altphilologen Conrad Bursian. Sie arbeitete mit ihm am nachgelassenen Babylonisch-assyrischen Glossar. Bezolds Nachlass verwahrt die Universitätsbibliothek Heidelberg.

## Schriften
- Die grosse Darius-Inschrift am Felsen von Behistun. Transcription des babylonischen Textes nebst Uebersetzung und Commentar. Breitkopf und Härtel, Leipzig 1881 (Dissertation).
- Die Achämenideninschriften. Transscription des babylonischen Textes nebst Übersetzung, textkritischen Anmerkungen und einem Wörter- und Eigennamenverzeichnisse von Carl Bezold. Mit dem Keilschrifttexte der kleineren Achämenideninschriften autographirt von Paul Haupt. J. C. Hinrichs, Leipzig 1882.
- Die Schatzhöhle. Teil 1, 1883.
- Ueber Keilinschriften. Berlin 1883.
- Kurzgefaßter Überblick über die babylonisch-assyrische Literatur. Nebst einem chronologischen Excurs, zwei Registern und einem Index zu 1700 Thontafeln des British-Museum's. Schulze, Leipzig 1886.
- Die Schatzhöhle. Teil 2, Hinrichs, Leipzig 1888.
- Die Fortschritte der Keilschriftforschung in neuester Zeit (= Sammlung gemeinverständlicher wissenschaftlicher Vorträge. Heft 65). Verlagsanstalt und Druckerei A.-G., Hamburg 1889. Digitalisat.
- Catalogue of the cuneiform tablets in the Kouyundjuk Collection of the British Museum. 5 Bände, Longmans u. a., London 1889–1899.
- The Tell el-Amarna Tablets in the British Museum. With autotype facsimiles. British Museum, London 1892.
- Oriental Diplomacy being the transliterated text of the Cuneiform Dispatches between the Kings of Egypt and Western Asia in the XVth century before Christ, discovered at Tell el-Amarna, and now preserved in the British Museum. With full Vocabulary, Grammatical Notes, etc. Luzac, London 1893.
- Ninive und Babylon. Velhagen & Klasing, Bielefeld [u. a.] 1903.
- Die babylonisch-assyrischen Keilinschriften und ihre Bedeutung für das Alte Testament: ein assyriologischer Beitrag zur Babel-Bibel-Frage. Vortrag, gehalten zu Karlsruhe in der 39. Hauptversammlung des Wissenschaftlichen Predigervereins der evangelischen Geistlichkeit des Großherzogtums Baden am 1. Juli 1903. Mohr, Tübingen 1904.
- als Übersetzer: Babylonisch-assyyrische Texte, Band I: Die Schöpfungslegende. A. Marcus und E. Weber, Bonn 1904.
- Kebra Nagast. Die Herrlichkeit der Könige nach den Handschriften in Berlin, London, Oxford und Paris zum ersten Mal im äthiopischen Urtext herausgegeben und mit deutscher Übersetzung versehen (= Abhandlungen der Königlich Bayerischen Akademie der Wissenschaften. 1. Klasse, Band XXIII, Abteilung 1). Verlag der K. Akademie der Wissenschaften in Kommission des G. Franz'schen Verlags (J. Roth), München 1905 (Digitalisat).
- als Herausgeber: Orientalische Studien. Theodor Nöldeke zum siebzigsten Geburtstag (2. März 1906). 2 Bände, Töpelmann, Gießen 1906.
- mit August Dillmann: Ethiopic grammar. Übersetzt von James A. Crichton. Williams & Norgate, London 1907.
- Verbalsuffixformen als Alterskriterien babylonisch-assyrischer Inschriften. Carl Winter, Heidelberg 1910.
- Astronomie, Himmelsschau und Astrallehre bei den Babyloniern. Vortrag, gehalten in der Sitzung der Gesamtakademie am 3. Dezember 1910. Winter, Heidelberg 1911.
- Reflexe astrologischer Keilinschriften bei griechischen Schriftstellern. Winter, Heidelberg 1911.
- mit August Kopff und Franz Boll: Zenit- und Äquatorialgestirne am babylonischen Fixsternhimmel (= Sitzungsberichte der Heidelberger Akademie der Wissenschaften, Philosophisch-historische Klasse. Heft 11). Carl Winter's Universitätsbuchhandlung, Heidelberg 1913.
- Die babylonisch-assyrische Religion. B. G. Teubner, Leipzig-Berlin 1913.
- Die Angaben der babylonisch-assyrischen Keilinschriften. In: F. Boll: Antike Beobachtungen farbiger Sterne (= Abhandlungen der Königlich Bayerischen Akademie der Wissenschaften, Philosophisch-philologische und historische Klasse. Band 30, Abhandlung 1). G. Franz, München 1916, S. 97–147.
- Historische Keilschrifttexte aus Assur. Zettelproben des babylonisch-assyrischen Wörterbuchs der Heidelberger Akademie der Wissenschaften. Carl Winter, Heidelberg 1915
- mit Franz Boll: Eine neue babylonisch-griechische Parallele. In: Aufsätze zur Kultur- und Sprachgeschichte. Ernst Kuhn zum 70. Geburtstag gewidmet. Breslau 1916, S. 226–235.
- Die Entwicklung der semitischen Philologie im Deutschen Reich: akademische Rede zur Erinnerung an den zweiten Gründer der Universität, Karl Friedrich, Grossherzog von Baden, am 22. November 1916 bei dem Vortrag des Jahresberichts und der Verkündung der akademischen Preisaufgaben. In: Festreden und Programme der Univ. Heidelberg. Heidelberg 1917.
- mit Franz Boll: Sternglaube und Sterndeutung. Die Geschichte und das Wesen der Astrologie. Mit einer Sternkarte und 20 Abbildungen. 1917. 2. Auflage, B. G. Teubner, Leipzig/Berlin 1919.
- mit Adele Bezold: Babylonisch-assyrisches Glossar. Winter, Heidelberg 1926.